# Det Osmanniske Rige
Det Osmanniske Rige  eller Osmannerriget var et stort tyrkisk rige grundlagt af Osman 1. i 1299. Det bestod til 1. november 1922, hvor sultan-embedet blev afskaffet. Styreformen var monarkisk med en kejser som statsoverhoved, og der blev talt osmannisk-tyrkisk. Statsreligionen var sunniislam. Riget bredte sig over den vestlige del af Asien, den sydøstlige del af Europa og Nordafrika. Efter belejringen og erobringen af Konstantinopel år 1453 erstattede det Osmanniske Rige det Byzantinske rige som hersker over Balkan og Anatolien.
I 1500-tallet nåede det Osmanniske Rige et højdepunkt under sultan Süleyman 1. (den Store), men nåede sin største udstrækning i 1683, hvor det strakte sig fra omegnen af Wien over Mellemøsten til Iran og den Arabiske halvø og omfattede det meste af Nordafrika. Riget havde da omkring 40 millioner indbyggere.
Under 1. verdenskrig var det Osmanniske Rige på Centralmagternes side og blev besejret, og sultanen underskrev Freden i Sèvres i 1920. Freden betød bl.a. uafhængighed for Armenien, afståelsen af Kilikien til Frankrig og bl.a. byen Smyrna (det nuværende Izmir) til Grækenland. Dette nægtede nationalistiske kredse under ledelse af Mustafa Kemal (den senere Kemal Atatürk) at acceptere og oprettede en rivaliserende regering i Ankara midt i Anatolien og fjernt fra sultanens hovedstad Istanbul. Soldater loyale over for den nationalistiske oprørsregering i Ankara angreb Armenien, de franske tropper i Kilikien og til sidst den græske hær. Efter sejren i krigen mod Grækenland indgik Mustafa Kemal Lausanne-freden, som gav Tyrkiet omtrent dets nuværende grænser (den nuværende grænse blev opnået ved Tyrkiets indlemmelse af byen Hatay, der var en del af det franske Syrien umiddelbart inden 2. verdenskrig). Kemal Atatürk oprettede den tyrkiske republik den 29. oktober 1923, blev valgt til præsident og nedlagde dermed det Osmanniske Rige.

## Den Høje Port
Den Høje Port (eller Porten) var en betegnelse for regeringen i Konstantinopel. Navnet stammer fra den gamle skik, at fyrsten siddende i paladsporten afsagde domme og gav love og påbud. Sultan Orhan skal have været den første, som kaldte sit palads i Bursa "Den Høje Port".
I Konstantinopel brugtes betegnelsen både billedligt om regeringen og om (porten til) regeringsbygningen.
Det Osmanniske Rige havde stor indflydelse på den vestlige politik, da alle handelsruter til Vesten som transporten af krydderier skulle gennem det Osmanniske Rige. Osmanniske blokader førte til, at Europa fandt nye veje til Fjernøsten efter disse varer. Det fik indflydelse på det Osmanniske Riges økonomi, der i forvejen var belastet af et enormt militærapparat med konstante og dyre krige og ekspansionsforsøg.

## Rigets udviklingshistorie
I tiden omkring år 550 er betegnelsen tyrker første gang nævnt i kinesiske kilder. Disse tyrker var nomader, som levede omkring Orkkon-dalen ved den sydlige ende af Bajkalsøen og omkring Altai-bjergene. Nomaderne var forfædre til de mægtige osmanner, som fik magten over en fjerdedel af Europa i 1500-tallet. Osmannerstaten bestod fra 1281 til 1923.

### Fremvækst (1281-1444)
Det osmanniske Riges historie begyndte med Ertogrul ibn Suleiman (1231—96), der som rytterhøvding trådte i tjeneste hos den seldsjukiske sultan Aladdin af Konja, og af ham blev forlenet med en landstrækning i det nordvestlige Lilleasien, umiddelbart ved grænsen af det Byzantinske Rige, på hvis bekostning den snart skulle udvikle sig. Efter Aladdins død antog Ertogruls søn og efterfølger Osman (1296—1326) selv titlen af sultan; han betragtes derfor som dynastiets stifter, og efter ham fik den tyrkiske stamme, der fulgte ham, og som ved det seldsjukiske riges fald nu kom i forgrunden, navnet osmanner. Osmans søn Orchan (1326—59) gjorde Bursa til det nydannede riges hovedstad. Den "higen mod vest", som fra første færd gjorde sig gældende, drev allerede under Orchan hans krigere over Dardanellerne, og hans søn Murad 1. (1359—89) tog Adrianopel til hovedstad; dermed var den jernring lagt om det byzantinske riges rester, som i den følgende tid trak sig snævrere og snævrere sammen, indtil kun selve Konstantinopel var tilbage. De ældre osmanniske sultaner var lige til Suleiman 2. (død 1566) uden undtagelse dygtige og energiske mænd, og det er ikke mindst denne sjældne blomstring af dynastiet, der forårsagede imperiets fremgang. Sultanernes erobringspolitik dikteredes dels af politiske grunde, idet herredømmet over Konstantinopel og hele det østlige Middelhav her var endemålet, dels af religiøse: de osmanniske tyrker var fra første færd ivrige og ortodokse sunni-muslimer, for hvem udbredelsen af Islam med sværdet var statsmagtens naturlige opgave. Takket være nationens militære egenskaber og dens udmærkede militære organisation blev den på en tid, da Europa ikke kendte stående hære, hurtig en vældig magt, men dens forholdsvise fåtallighed bevirkede, at den i længden måtte komme til at forløfte sig på den historiske opgave at være en stormagt; osmannerne kunne erobre, men de kunne ikke tilegne sig det erobrede. I slavisk tilslutning til de gamle persiske statsprincipper, som de tog i arv, lod de de undertvungne folkeslag leve deres eget liv, når de blot betalte den pålagte skat, og dermed var det givet, at i samme øjeblik, som de besejrede vågnede til national bevidsthed, måtte den med blod og jern opførte statsbygning styrte sammen; det var dette trinvise sammenbrud, man i det 19. og 20. århundrede blev vidner til.
Allerede Orchan ydede et vigtigt bidrag til den militære organisation; under ham oprettedes efter anvisning af Chalil Djendereli det berømte janitsharkorps, der oprindeligt rekrutteredes af kristne krigsfangne børn, som opdroges i en barsk og ensidig fanatisme. Janitsharerne, der opviste den første begyndelse til en egentlig uniform, var organiserede som en familie; derfra stammer de ejendommelige officersbetegnelser tschorbadjy (suppeuddeler), esdji-baschy (overkok) og så videre. Hvad fanen er for andre soldater, var for janitsharafdelingen deres gryde; den blev båret med i slaget og måtte ikke gå tabt; i fredstid stod gryderne senere opstillede på alarmpladsen Et-meidan. Janitsharerne var fodfolk, mens tyrkerne hidtil, ihukommende deres nomadiske herkomst, hovedsagelig havde kæmpet som ryttere; det var dette fodfolk, der ved sin ensartede bevæbning med meget lange lanser og faste sammenslutning gjorde det af med de europæiske ridderskarer. Janitsharerne lønnedes med len og havde mange fordele; derfor søgte mange i senere tid optagelse i korpset uden at gøre aktiv tjeneste. Tradition og instinkt gjorde dem konservative i ordets sletteste forstand; de blev efterhånden en
prætorianergarde, der skinsygt vågede over sine særrettigheder, og som altid var mere villig til oprør end til krig og mere farlig for sultanen end for hans ydre fjender.
Murad overvandt serberne 1389, men blev efter slaget myrdet af en serber. Hans søn Bajesid 1. (med tilnavnet Jildirim (Lynet) 1389—1402) udvidede riget både mod vest og øst, men stødte her sammen med mongolfyrsten Timur. Osmanneren undervurderede sin kloge og forsigtige modstander og mistede i slaget ved Angora 1402 både rige og frihed. Den af Timur skabte magt var imidlertid udelukkende knyttet til hans person, og da han snart efter døde, blev nederlaget uden følge for tyrkerne. Farligere derimod blev den følgende tids tronstridigheder mellem Bajesids tre sønner; til sidst lykkedes det dog den ene, Muhammed 1. (1413—21), atter at samle hele riget på en hånd. Hans søn Murad 2. (1421—51) kæmpede med vekslende held på rigets vestgrænse; dog lykkedes det ved sejren ved Varna 1444 at sikre Donau-linjen, og samtidig var hele den græske halvø blevet undertvunget.

### Stabilisering af storriget (1444-1683)
Hans søn, Mehmed 2. (1451—81), en af hele dette dynastis mest glimrende skikkelser, gjorde ende på det byzantinske rige ved erobringen af Konstantinopel 29. maj 1453. Bajesid 2. (1481-1512) var optaget af dynastiske stridigheder; hans broder var den romantiske prins Djem, der en tid opholdt sig som en slags gidsel ved pave Alexander 6.s hof og døde her forgiftet.
Men under Bajesids yngste søn, Selim 1. (1512—20), tog erobringerne fart; han besejrede perserne og undertvang Ægypten og de hellige byer Mekka og Medina, hvorfor han blev anerkendt som kalif, de troendes behersker, hvilken værdighed der lige til 1923 har tilhørt dynastiet Osman. Dette er i strid med en tradition fra profeten, ifølge hvilken det gejstlige førerskab altid skal være hos familien Kurajsch, altså hos en araber, men de tyrkiske statsretslærere har herimod hævdet, at da protektoratet over Islam de facto var hos den osmanniske sultan, var det også de jure hans, og denne praktiske fortolkning vandt almindelig hævd. Så længe sultanen havde stor verdslig magt, trådte kalifværdigheden i skyggen; først sultan Abd-ul-Hamid 2. søgte at genopfriske den halvglemte tradition om sultanen som kalif at finde nye magtmidler.
Selim efterfulgtes af sin søn, Suleiman 2., med tilnavnet den store eller Lovgiveren (1520—66). Under ham nåede riget udadtil sin største magt, men idet dynastiets skæbne gik over vinkelspidsen, sporedes allerede de første spirer til de senere tiders forfald. Når Suleiman i historien stod som dynastiets mest glimrende skikkelse, hidrørte glansen nok så meget fra de foregående slægtleds virksomhed som fra hans egen tids; han samlede i sit navn som i en sum alt, hvad der allerede var opnået. Men den frygtelige kræftskade, der i den følgende tid stadig mere skulle hjemsøge dynastiet og dermed også nationen, nemlig de blodige harems-intriger, begyndte allerede nu at vise sig. Suleiman lod på en favorits anstiftelse sin ældste søn dræbe, for at hendes uduelige søn kunne blive tronfølger. Efter den osmanniske tronfølgelov arvede nemlig bestandig den ældste i slægten; en yngre søns tronbestigelse kunne således kun sikres ved, at de ældre brødre ryddedes af vejen. Udadtil fortsatte Suleiman med held den tidligere erobringspolitik; i 1521 indtog han Belgrad, der med ganske korte afbrydelser i tre århundreder blev rigets faste hjørnesten mod nordvest, det følgende år fordrev han johanniterridderne fra Rhodos, og 1529 kunne hans sejrkronede hær plante fanerne foran Wiens mure. Belejringen heraf måtte han opgive; men det lykkedes dog at indlemme det halve Ungarn i riget. Også over for venetianerne var han heldig, og Tyrkiet udviklede sig til en stærk sømagt. 1566 døde den gamle kriger foran den ungarske borg Szigeth, der forsvaredes af den tapre Zriny. Storvesiren, Muhammed Sokolly, opgav efter Szigeths fald togets fortsættelse; nu og i den følgende tid blev det ikke dynastiets vanslægtede medlemmer, men storvesirerne, som blev de egentlige herrer.
Efter den svage Selim 2. (1566—74), under hvis regering Juan d’Austria vandt det berømte søslag over tyrkerne ved Lepanto, fulgte Murad 3. (1574—95) og derpå Muhammed 3. (1595—1603), som begge ved blodige brodermord sikrede sig tronen. Både Muhammed og hans efterfølger Ahmed 1. (1603—17) kæmpede uheldigt mod perserne. Mustafa 1. (1617—18) blev afsat som vanvittig efter tre måneders forløb, og Osman II (1618—22) dræbtes af janitsharerne, hvorefter Mustafa atter blev sultan og atter afsat. Murad 4. (1623—40) viste stor krigerisk energi, men det opnåede gik atter tabt under Ibrahim (1640—48), der fik samme skæbne som Osman 2. Hans syvårige søn Muhammed 4. (1648—87) blev sultan, og det af alle disse indre rystelser stærkt svækkede rige fik det held i familien Köprili at få et dynasti af storvesirer, hvis indsigt og uegennyttighed erstattede, hvad de nominelle herskere manglede. Muhammed Köprili, der blev storvesir 1656, virkede særligt på det finansielle og militære område; han var en omsigtsfuld, men brutal statsmand, hvis hårde hånd imidlertid drog riget op af afgrunden og genvandt dets gamle prestige over for det kristne Europa. Han fulgtes i embedet af sin søn Ahmed, der var mindre vældig, men mere smidig end faderen, og ved siden af sin politiske virksomhed tillige gjorde sig fortjent som mæcen. Han førte heldige krige mod Polen og Østrig; men efter hans død 1676 gik det vundne atter tabt, og storvesiren Kara Mustafas uheldige tog mod Wien 1683 bevirkede efterhånden tabet af hele Ungarn og Belgrad.

### Stagnation (1683-1828)
Efter at Kara Mustafa var henrettet, og et par uduelige storvesirer havde forsøgt sig, blev Ahmed Köprilis broder Mustafa udnævnt til storvesir af Suleiman 3. (1687-91). Men han faldt i slaget ved Salankemen 1691 mod østrigerne, og Ahmed 2. (1691—95) forsøgte forgæves at stemme sig mod den flod, der brød ind over grænserne. Mustafa 2. (1695—1703) måtte 1699 slutte freden i Karlowitz, hvorved Tyrkiet afstod Ungarn, Siebenbürgen, Asov, Podolien, Ukraine og Peloponnes; dette sidste tilfaldt en tid venetianerne. Som kvittering herfor blev Mustafa afsat af janitsharerne, der ganske vist ikke selv kunne hævde rigets gamle krigerske prestige, men som alligevel ikke betænkte sig på at lade sultanerne undgælde derfor, og den samme skæbne fik Ahmed 3. (1703—30) som følge af en uheldig krig mod Persien; det var denne sultan, der ydede Karl 12. gæstfrihed i Bender efter Slaget ved Poltava.
Under Mahmud 1. (1730—54) fornyedes krigene med Østrig og Rusland, men denne gang fik Halvmånen sejr, og en stor del af, hvad der var gået tabt 1699, blev vundet tilbage ved freden i Beograd 1739. Alligevel fik denne sejr ingen varig betydning; thi der blev aldrig ro til den indre reorganisation, særlig af hæren, som der først og fremmest trængtes til, og skønt riget både ved sin politiske tradition og som en følge af de formål, naboerne og navnlig Rusland havde stillet sig, var nødt til stadig at føre krig, sakkede det derfor som militærmagt stadig agterud i sammenligning med den samtidige udvikling af det europæiske hærvæsen.
Efter Mahmud fulgte Osman 3. (1754—57) og derpå Mustafa 3. (1757—74), der forsøgte at tage Polen i forsvar mod Rusland, hvem de tyrkiske statsmænd for længst havde anerkendt for at være den farligste af de to. Russerne besatte Moldavien og Valakiet og vandt det store søslag ved Tschesme, så Abd-ul-Hamid 1. (1774—89) umiddelbart efter sin tronbestigelse måtte slutte fred i Kütschük-Kainardji på meget hårde vilkår. Katharina 2. af Rusland higede imidlertid stadig efter mere, og i forbund med Østrig begyndte hun en ny krig, hvorunder general Suvorov indtog Silistria, mens tyrkerne hævdede deres gamle våbenære over for Østrig; først Abd-ul-Hamids efterfølger Selim 3. afsluttede krigen med fredsslutningerne i Sistova (1791) og Jassy (1792), hvor Tyrkiet fik det erobrede tilbage.
Den moderne periode af det osmanniske riges historie havde sit forspil under sultan Selim 3 (1789-1807). Man finder allerede her spiren til de reformvenlige tendenser, som gennem hele 19. århundrede i stødvise tempoer bestemte udviklingen, og de faktorer, der trådte hindrende i vejen for denne, var allerede ved den første begyndelse de samme som i hele den følgende tid. På den ene side stod den gammeltyrkiske fanatisme, tyrkertroen, der i religionens navn modsatte sig enhver reform, på den anden side påvirkningen fra det konstitutionelle Vesteuropa og de undertrykte folkeslags vågnende selvstændighedsfølelse. Resultatet af brydningen mellem disse faktorer blev bestandig det samme, en stadig indskrænkning af det osmanniske riges politiske magtområde; som modvægt til disse tab opnåedes der vel en del gennem militære og kulturelle forbedringer, men hovedresultatet blev under alle omstændigheder en tilbagegang, der fortsattes lige til 1. verdenskrigs afslutning.
De storme, der under Selim 3.s regeringstid udgik fra Frankrig og hjemsøgte hele Europa, berørte kun i ringere grad Tyrkiet. Sultanen kom ved Bonapartes felttog til Ægypten, der jo var tyrkisk lydland, i fjendtligt forhold til Frankrig, men senere lykkedes det den franske diplomat, general Sebastiani, at vinde Selim, der personlig var Napoleons beundrer, for denne, og Frankrigs gamle overherredømme i den islamiske orient blev atter bekræftet. Tyrkiet var under hele denne periode stærkt engageret indadtil af de begyndende uroligheder i den nordvestligste ende af de europæiske besiddelser, i Serbien. Som de andre undertvungne provinser havde også Serbien krav på kommunalt og religiøst selvstyre, i praksis var styrelsen imidlertid gået over til et tyrannisk pasha-herredømme. Allerede i krigen 1787 havde talrige serbiske friskarer kæmpet for Østrig, og selve de geografiske forhold gjorde tilgangen til disse såre let; enhver kompromitteret kunne ved at sætte i en båd over Sava eller Donau unddrage sig forfølgelse. Efter krigen kom disse friskaremænd hjem til Serbien og førte for en stor del en lovløs røvertilværelse i bjergene, og enhver dristig partigænger havde derfor let ved at samle mandskab, velbevæbnet og krigsvant.
Ved århundredskiftet var der i Belgrad en pasha, Ibnet-Bekri, der søgte at standse den vågnende frihedstrang hos serberne ved eftergivenhed. Men denne politik vakte modstand hos janitsharerne i garnisonen; de dræbte pashaen og forfulgte serberne. Forgæves søgte den fjerne sultan at beskytte disse, og de besluttede da at forsvare sig selv; deres fører blev, fra først af mod hans eget ønske, en forhenværende røverhøvding, Georg Petrovitsch, kendt under sit tyrkiske tilnavn Kara Georg (ɔ: sorte Georg). Denne brutale, men dygtige mand ledede med held frihedskampen i Selims sidste år.
Ligesom Janitsharerne i Belgrad ikke havde villet vide af Ibnet-Bekris reformtilløb, ytrede deres våbenfæller i Konstantinopel snart også deres misfornøjelse med sultanens vesterlandske tendenser; deres chef Kabatschi-oglu gik i forbund med den daværende Sheik-ul-Islam og fik denne til at udstede en fetva, ifølge hvilken sultanen kunne erklæres afsat (juli 1807); hans fætter Mustafa 4. blev udråbt til padishah. Der opstod imidlertid snart splid mellem dem, der havde fremkaldt revolutionen, og de underlegne tog deres tilflugt til pashaen i Rushtshuk, Mustafa Bairakdar (ɔ: fanebærer), der var Selims loyale tilhænger. Han rykkede mod hovedstaden og fik oprørets hovedmænd dræbt, men kom dog ikke tids nok til at redde den fangne Selim. Oprørt over mordet lod han den svage Mustafa fjerne og satte hans broder, Mahmud II, på tronen i januar 1808; selv blev Mustafa storvesir og tog kraftig fat på det, der allerede havde været Selims tanke, en reorganisation af hæren; men i et nyt janitsharoprør i november 1808 blev han dræbt og den unge, men kloge sultan, der så, at tiden endnu ikke var moden, undlod foreløbig at gribe ind. Snart blev han dog tilstrækkelig optaget, og hele hans følgende liv blev en fortsat række kampe, dels mod indre, dels mod ydre fjender.
Først lykkedes det at besejre Kara Georg, der havde stolet på russisk hjælp, men efter dennes flugt til Ungarn fik serberne en ny fører i Milosch Obrenovic, en mindre ridderlig, men mere beregnende karakter og derfor også heldigere. Han blev anerkendt som fyrste af Serbien; men da han 1815 proklamerede landets uafhængighed, blev han slået; ved påfølgende underhandlinger lykkedes det ham dog for serberne at opnå amnesti og borgerligt selvstyre; Kara Georg, der vendte tilbage for at dele sejrens frugter, blev dræbt.

### Europas syge mand (1828-1908)
Omtrent samtidig havde wahabitterne i Centralarabien rejst sig og indtaget de hellige byer, Mekka og Medina. Da denne krigsskueplads lå for fjern for Tyrkiet, overdrog sultanen denne krigs førelse til sin ægyptiske vasal, Muhammed Ali; dennes adoptivsøn, Ibrahim Pasha, slog de puritanske fanatikere og ødelagde 1818 deres hovedstad Derejja; først efter år 1900 rejste wahabismen sig atter.
Umiddelbart derefter gjorde pashaen af Janina, Ali Tepeleni, et forsøg på at vinde fuldstændig uafhængighed. I det samtidige Europa blev Ali en bekendt personlighed, ikke mindst ved Victor Hugos omtale af ham i digtsamlingen Les Orientales. Aldeles ufortjent; Ali var en ganske almindelig røverhøvding, brutal, egoistisk og uden vidtrækkende ideer. Hans forsøg på at gøre sig selvstændig mødtes i begyndelsen med held, men over for den tyrkiske overmagt kunne han dog i længden ikke holde sig; 1822 blev han overmandet og dræbt.

#### Den græske frihedskrig
Allerede inden dette forsøg på en sønderlemmelse af Det osmanniske Rige var blevet knust, var der på samme kant indledt et nyt, som skulle få langt videre rækkende følger: i 1821 rejste grækerne sig, og den græske frihedskrig, der først skulde tilendebringes 1829, tog sin begyndelse. Denne kamp bliver ligesom et forbillede for de følgende befrielseskrige; tyrkerne var i det hele og store de overlegne, men der var en vis tunghed og langsomhed i udfoldelsen af deres kraft, og derfor kom kampen til at trække så længe ud, at den europæiske agitation fik magterne til at gribe ind; denne agitation, der var en af det osmanniske riges farligste fjender, støttede sig dels til den humane indignation over for de begåede rædsler, for hvilke i øvrigt den ene af de indviklede parter ikke havde stort at lade den anden høre, dels til særlige momenter som bevidstheden om kulturfællesskab og religionsfællesskab; lige som grækerne udnyttede den hellenske tradition og slog på oldtidsglansen fra Hellas, blev korstogstanken mod Islam senere benyttet af de slaviske nationer og af armenierne. 1824 kaldte sultanen sin ægyptiske vasal Muhammed Ali til hjælp, og atter måtte Ibrahim Pasha rykke i marken. 1826 forsøgte magterne at intervenere; Porten tilbageviste dem i meget hånlige udtryk, og Rusland benyttede dette til at vinde England og Frankrig for sig, kun Østrig blev tilbage og førte en tyrkervenlig politik, den samme, som senere gik i arv til Tyskland. De andre magters flåde kom 1827 ved Navarino i kamp med den tyrkiske, og dette søslag, der i grunden var en overraskelse for alle parter, da der ikke var erklæret krig, gjorde det af med Tyrkiets sømagt. Først efter dette slag erklærede Rusland krig, og efter Diebitschs sejrrige fremtrængen måtte sultanen slutte fred i Adrianopel 1829, hvorved Kongeriget Grækenland blev uafhængigt.

#### Janitsharernes oprør
Før krigens begyndelse havde Mahmud foretaget en grundig reorganisation af hæren, idet det reformfjendtlige janitsharkorps blev tilintetgjort. Det havde under Selim vist sig, at sultanen alene var afmægtig over for denne prætorianerskare; Mahmud gik i forbund med gejstligheden, som skabte en folkestemning mod janitsharerne, og ved denne forening blev de overvældet. 12. juni 1826 blev der befalet indførelsen af et nyt, europæisk eksercerreglement. Natten til 16. juni gjorde janitsharerne oprør, som de havde gjort det så mange gange før, og forlangte den reformvenlige krigsministers hoved. Men nu var tiderne anderledes; Ulemaerne hidsede befolkningen på janitsharerne, sultanen udfoldede den grønne fane, og de albanske tropper, der var kaldt til hovedstaden, viste sig loyale. I Konstantinopels hovedgader og på janitsharernes alarmplads, Et-meidan, kom det til en blodig kamp, som endte med, at den trodsige garde, en gang Tyrkiets stolthed og Europas skræk, fuldstændig massakreredes; ca. 20.000 angives at være dræbt ved denne lejlighed. Efter således at have fået frie hænder ved at have efterlignet, hvad Muhammed Ali allerede 1811 havde gjort med mamelukkerne i Egypten, kunne Mahmud skride til armeens reorganisation; der oprettedes efter europæisk mønster en linjehær (nizãm) og flere klasser af reserve (redif, mustahfiz), og rammerne for de enkelte afdelinger blev indrettet på europæisk. Den uheldige russerkrig sinkede arbejdet; men efter dens afslutning blev det optaget på ny, og tyske officerer, deriblandt den senere berømte feltmarskal Moltke, virkede allerede i 1830’erne i tyrkisk tjeneste; med særlig forkærlighed udvikledes artilleriet, det våben, der fra den tidligste tid indtil rigets opløsning var den osmanniske hærs største fortrin.

#### Oprøret i Ægypten
Den sidste og farligste kamp fik Mahmud at bestå med sin hidtil loyale vasal, vicekongen af Ægypten, Muhammed Ali. Denne, der fra fattig albansk officer ved held og dygtighed havde svunget sig op til Ægyptens behersker, var et fuldstændigt sidestykke til Mahmud; han havde samme rastløshed i sin reformiver og samme ubøjelighed, men var heldigere end sin kejserlige herre, fordi den politiske situation var ham gunstigere, Ægypten lå afsides og var mere nationalt ensartet, og i den ægyptiske befolkning havde han et bedre materiale at arbejde med. Muhammed Ali begyndte 1831 krig med pashaen i Syrien, og da Porten forbød det og til sidst endog erklærede ham afsat, lod han Ibrahim rykke frem, og i et raskt sejrsløb ilede denne gennem Syrien og Lilleasien og truede endog Konstantinopel; 1833 måtte sultanen slutte fred og afstå hele Syrien og Kilikien til sin oprørske vasal. 1839 begyndte kampen på ny; Ibrahim slog 24. juni ved Nisib den tyrkiske feltherre, der ikke ville lytte til Moltkes råd, men denne gang greb stormagterne ind til fordel for sultanen; denne havde allerede tidligere sluttet et offensivt og defensivt forbund med Rusland ved traktaten i Hunkjar-Skelesi, og denne magt fulgtes af England og Østrig; kun Frankrig støttede Ægypten, og den daværende premierminister, Thiers, rustede til krig til forsvar for Muhammed Ali og Ægypten; det var traditionerne fra Bonapartes tid, der sad hans historieskriver i blodet. Men Ludvig Filip turde ikke ene tage det op med Europa, han lod Guizot afløse den krigerske Thiers; Muhammed Ali blev vist tilbage til sine ægyptiske enemærker, og de 1833 afståede provinser blev givet til Tyrkiet.

#### Indre reformer
Under alle disse stormfulde begivenheder havde Mahmud virket ivrig for indre reformer. Hans forståelse af disses nødvendighed var klar, men han savnede evnen til at skelne mellem væsentligt og uvæsentligt. Han afskaffede den gamle turban og indførte den røde fes som embedsmændenes officielle hovedbeklædning, og han slog — mod koranens udtrykkelige forbud — mønt med sit billede på. Samtidig indførtes mange vigtige reformer; dampskibe sattes i gang; der oprettedes karantæne og byggedes hospitaler; han grundlagde en statstidende, som blev den første spire til den osmanniske presse.

#### Abd-ul-Medshid
1. juli 1839, endnu inden tilendebringelsen af den ægyptiske konflikt, endte Mahmud sit bevægede og virksomme liv og efterfulgtes af sin søn, Abd-ul-Medshid. Denne udstedte kort efter sin tronbestigelse en kundgørelse, det såkaldte Hatti-Sherif af Gulhane, hvori han forelagde Tyrkiets store reformprogram. Senere udvikledes dette yderligere i en række tanzimât (forordninger). Hovedpunkterne i dette program var: lige adgang for alle osmanniske undersåtter, uanset religionsforskel, til alle poster i hæren og til alle andre embeder; ophævelse af bestemmelsen om dødsstraf for en renegat, der atter bliver kristen. Det vigtigste af dette program blev aldrig realiseret, hverken dengang eller senere.
Under Abd-ul-Medshid lå begivenhedernes tyngdepunkt i Syrien og Palæstina. I Syrien førte religionsforskellen mellem de kristne maronitter og de halvt hedenske, halvt muslimske drusere til heftige kampe, der fik yderligere betydning, ved at England og Frankrig tog parti henholdsvis for de sidste og de første. Fra gammel tid havde Frankrig protektoratet over alle orientalske kristne og derved en dominerende stilling i Østen. Dengang Ibrahim Pasha under den ægyptiske krig holdt Syrien besat, var de kristne blevne favoriserede, en naturlig følge af Ibrahims og hans adoptivfaders ivrighed for på alle måder at gøre europæerne til behag; det var derfor kun naturligt, at reaktionen brød ud, så snart Ægypterne havde forladt landet. 1845 kom det til en række blodige massakrer i de kristne landsbyer, og man blev derefter enig om at dele de to racer under to forskellige ledelser, samtidig med at der blev givet de kristne forskellige garantier. Hermed var imidlertid druserne meget utilfredse, og gæringen vedblev, idet de tyrkiske guvernører i Beirut og Damaskus for det meste pustede til ilden. 1860 rejste druserne sig på ny, og hurtig forplantede bevægelsen sig til Damaskus, et af hovedsæderne for islamisk teologi og dermed for den religiøse fanatisme. Støttet af den kommanderende general Ahmed Pasha iværksatte den muslimske pøbel en række myrderier; under disse optrådte islams gamle forkæmper Abd-el-Kader fra Algériet, der efter sin frigivelse fra fransk fangenskab havde taget bolig uden for Damaskus, som de kristnes beskytter og reddede en mængde familier. Begivenheden vakte en storm af uvilje i Europa, og den tyrkiske regering, der var stærkt kompromitteret ved Ahmed Pashas optræden, så, at der ikke var andet at gøre end at følge Europa og desavouere sine egne. Generalen blev skudt, og Napoleon III, der med glæde greb lejligheden til at vise Frankrig som de orientalske kristnes beskytter, sendte en ekspedition til Syrien; Libanon-distriktet blev gjort til en autonom provins under en kristen guvernør og med en særlig milits til at opretholde ordenen.
Vigtigere end stridighederne i Syrien blev imidlertid udviklingen af de religiøse forhold i Palæstina. Som bekendt er der ingen steder, hvor det indbyrdes had mellem de forskellige sekter af kærlighedens religion har vokset sig så kraftig som i selve dennes hjemstavnsland; navnlig har der mellem de græsk-katolske og de latinske menigheder fra gammel tid udviklet sig en bitter strid om beskyttelsesretten over de hellige steder, Bethlehems-grotten og Kristi Gravs Kirke i Jerusalem; denne ret symboliseredes i adkomsten til at sørge for renholdelsen af stederne. Oprindeligt havde latinerne forretten, grundet aftaler mellem sultan Saladin og korsfarerne; senere fermaner fra 1561, 1620 og 1633 bevidner også dette. Men efterhånden trængte grækerne frem, støttede af Rusland, og efter hver russisk-tyrkisk krig, der endte med sejr for Rusland, indføjedes i fredstraktaten ny bestemmelser, som gav grækerne overtaget. Det var nu Ruslands plan at benytte sin stilling som den græske kirkes beskytter til at tiltvinge sig protektoratet over hele Orienten, og i miskendelse både af den hele politiske situation og Tyrkiets militære kraft befalede kejser Nikolaj sine diplomater at bruge kirkestriden til at hidføre en katastrofe; 5. maj 1853 stillede fyrst Menschikov en ultimatumsfordring om faste garantier for de græske undersåtter i Tyrkiet, og 21. maj erklærede udenrigsministeren at ville holde Donau-fyrstendømmerne (det senere Rumænien) besat, indtil fordringerne var opfyldte. Denne brutale fremgangsmåde vakte en rasende harme i Tyrkiet; ulemaerne gav Abd-ul-Medshid valget mellem at abdicere eller slås; 4. oktober blev krigen erklæret. Russerne gik mod Widdin; renegaten Omer Pasha besatte Oltenitza, lokkede fjenden derhen og trak sig så tilbage, og imens var Widdin sat i forsvarsstand. Til søs var tyrkerne som sædvanlig uheldige; men mens kampen om Donau-fæstningerne, i hvilken de tyrkiske soldater udfoldede deres glimrende egenskaber, trak i langdrag, forandredes hele den politiske situation, ved at England og Frankrig sluttede sig til Tyrkiet; England fulgte her sin gamle realpolitik, at hindre Ruslands overvægt i Orienten, Napoleon III handlede som de latinske kristnes beskytter; 27. februar 1854 stillede vestmagterne, til hvem Kongeriget Sardinien sluttede sig, deres ultimatum, og krigsskuepladsen overførtes til Krim. Pariser-freden af 30. marts 1856 endte krigen; ved denne Traktat blev Tyrkiet officielt anerkendt som jævnstillet med andre civiliserede magter, efter at det kort i forvejen havde fornyet alle reformløfterne af 1839 ved et nyt program, Hatti-Humajun af 1856. I virkeligheden havde under Abd-ul-Medshids regering disse løfters opfyldelse kun gjort meget svag fremgang; den tidligere åbenlyse modstand hos gammeltyrkerne var nu afløst af en passiv, der med sit uskyldigere udseende i virkeligheden var nok så virkningsfuld. Personlig var Abd-ul-Medshid opfyldt af iver for at fortsætte faderens livsværk; men han savnede dennes energi og var tillige personlig meget ødsel.

#### Abd-ul-Aziz
25. juni 1861 døde han og efterfulgtes af sin broder Abd-ul-Aziz (1861—76). Han var en i personlig omgang vindende mand, en egenskab, som alle Mahmuds efterkommere synes at have arvet, men han var på een gang sløv og i sin tænkemåde brutal, og under ham udvikles alle de indre skader, som Tyrkiet endnu efter 1. verdenskrig langt fra var blevet fuldstændigt helbredt for. Mens under forgængeren begivenhedernes tyngdepunkt havde ligget i rigets østlige del, flyttes det nu atter hen til vestgrænsen. 1861 udbrød der opstand i Herzegovina; den kristne jordløse landbefolkning trykkedes her af godsejerne, der var muslimer, efterkommere af gamle renegater, som havde taget len af den tyrkiske regering. Denne forening af den sociale og den religiøse modsætning gjorde naturligvis kun striden mere bitter, og de kristne støttedes af trosfællerne i det halvt uafhængige Montenegro. Da dette fyrstendømmes holdning var Porten mistænkelig, opfordredes det til at afvæbne, og derefter rykkede Omer Pasha ind i landet 1862. Montenegrinerne blev slået og opstanden i Herzegovina undertrykt.
I Serbien var 1860 den gamle Milosch Obrenovic kommet tilbage, efter at Alexander Karageorgevitsch (fader til den senere kong Peter) var forjaget. Tyrkerne havde en garnison i 6 byer, deriblandt Belgrad; uden for disse skulle de tyrkiske indbyggere anerkende de serbiske myndigheder. Naturligvis var dette forhold ganske uholdbart, og det kom til stadige rivninger, ofte af helt ubetydelige årsager. Enden blev, at tyrkerne i løbet af 1860’erne måtte trække deres tropper helt ud af fyrstendømmet, der dog stadig forblev tributpligtigt. Den samme stilling havde Rumænien, hvor fyrst Couza, en efterkommer af de gamle hospodarer, 1861 blev valgt til fyrste; landaristokratiet, de såkaldte bojarer, optrådte imidlertid meget egenrådigt, og den 23. februar 1866 blev Couza tvunget til at abdicere, og prins Karl af Hohenzollern valgtes til fyrste; med en utrolig sejhed og tålmodighed lykkedes det efterhånden denne at bryde bojarernes overmod og at ordne landets indre tilstande.
I selve Tyrkiet lededes under Abd-ul-Aziz reformarbejdet først af den dygtige og alsidige storvesir Fuad Pasha, der både var digter, læge og diplomat. Han begunstigede dog sultanens ødselhed for at gøre sig personlig uundværlig, og skønt der 1862 blev gennemført en meget vigtig reform ved inddragelsen af de tyrkiske papirpenge, de såkaldte kâime, blev rigets finanser stadig slettere. Samtidig vanskeliggjordes regeringens stilling ved udbredelsen af den ungtyrkiske bevægelse; oprindelig litterær og opstået ved påvirkning af de franske romantikere var den hurtig også blevet politisk og gik i sin helhed ud på at søge rigets frelse i en indførelse af vesteuropæiske politiske institutioner. Ungtyrkerne havde fra første færd udvist megen begejstring og tillige megen personlig offervillighed, men de havde bestandig savnet klarhed og den historiske forståelse af, at Vesteuropas former kun dårlig ville passe til det orientalske kulturindhold.

#### Opstand på Kreta
Imidlertid var der udbrudt opstand på Kreta, men denne blev 1867 dæmpet af den dygtige storvesir Ali Pasha, der efterfulgte Muhammed Ruschdi. Grækenland ville allerede dengang have begyndt krig, men dette hindredes af stormagterne, hvis besværlige opgave det bestandig har været at bevare den uholdbare status quo i Orienten, for at ikke også de store rivalitetsspørgsmål, der lå magterne selv imellem, skulle komme på dagsordenen. Først 30 år senere skulle den kretensiske befolkning opnå løsrivelsen fra Tyrkiet. Ali Pasha døde allerede 1871, og det var et stort tab for Tyrkiet, der under hans efterfølger Mahmud Nedim mere og mere kom under russisk indflydelse, så at den russiske gesandt, general Ignatijev, var landets faktiske behersker. Midhat Pasha, der en kort tid 1873 var storvesir, og som var meget engelskvenlig og reformvenlig, men tillige ret kritikløs, søgte forgæves at hindre både dette og den stadig mere truende finansielle katastrofe. Han blev, da han personlig var sultanen meget imod, snart fjernet, og Mahmud Nedim kom atter til roret. Han erklærede statsbankerotten af 1875. Under disse fortvivlede forhold kom tanken om at fjerne den sløve og ødsle Abd-ul-Aziz stærkere frem, og til sidst dannede Muhammed Ruschdi, der på ny var blevet storvesir, en ligefrem sammensværgelse med Midhat, krigsministeren Husajn Auni Pasha og krigsrådets præsident Redif Pasha; Sheik-ul-Islam Chajrullah afgav på opfordring følgende fatva: "Naar de Troendes Behersker opfører sig som en gal, naar han ikke har den fornødne Indsigt til at regere, naar han forvolder Udgifter, Riget ikke kan bære, naar hans Forbliven paa Tronen vil have skæbnesvangre Følger, skal man så afsætte ham, ja eller nej? Religionens Lov siger: ja!". Støttede til denne fetva afsatte den væbnede magts repræsentanter sultan Abd-ul-Aziz 30. maj 1876, og Abd-ul-Medshids ældste søn blev sultan, Murad V (30. maj—31. august 1876); Abd-ul-Aziz førtes som fange til paladset Tschiragan; få dage efter blev han fundet med overklippede pulsårer.

#### Abd-ul-Hamid 2.
Murad havde i sin prinselige tilbagetrukkethed haft ord for at være liberal, og der knyttedes derfor store forventninger til ham. Disse var han imidlertid langt fra i stand til at opfylde; han var fordrukken og sjælelig angrebet, og katastrofen med onklens død rystede ham stærkt. Imidlertid havde bulgarerne gjort oprør, og under vægten af alle disse ydre og indre rædsler sank han fuldstændig sammen. Livlægen, en italiener, Capoleone, erklærede ham for uhelbredelig sindssyg. En tilkaldt wienerspecialist Leidesdorff mente først at kunne kurere ham, men tiltrådte senere den andens mening. Midhat Pasha opfordrede den yngre broder Abd-ul-Hamid til at overtage et midlertidigt regentskab, men denne afslog det, og der var da intet andet for end definitivt at afsætte Murad og udråbe Abd-ul-Hamid 2. til sultan 31. august 1876, hvilket Midhat var så meget mere villig til, som han fejlagtigt troede i den tilbagetrukne og stilfærdige yngre prins at have fundet et villigt redskab for sine egne planer. Murad blev ført til paladset Tschiragan, hvor han levede under meget streng bevogtning til sin død september 1904; han blev efter sin afsættelse taget til enhedsmærke af ungtyrkerne, der påstod, at hans galskab var fuldstændig helbredt, så at han atter burde indtræde i sine rettigheder; den sande sammenhæng er aldrig til fulde blevet opklaret. Da Murad ikke nåede at blive omgjordet med Osmans sværd, hvilket for de tyrkiske sultaner er den til kroningen svarende ceremoni, tælles han ikke officielt med i sultanernes række.
Abd-ul-Hamid var som alle osmanniske prinser opdraget efter det forkastelige system af fuldstændig afsondrethed og uden spor af adgang til beskæftigelse med statssager. Ingen vidste derfor ret, hvad der boede i den stille og indesluttede mand. Det hed sig, at han i sin ungdom havde levet et lystigt liv, men derpå pludselig var slået om og havde fordybet sig i teologiske interesser. Det manifest, han udstedte ved sin tronbestigelse, indeholdt forskellige gode løfter, men var i øvrigt holdt i ret almindelige udtryk. Det viste sig imidlertid lige fra første færd, at den unge sultans fornemste bestræbelser gik ud på at forlægge magtens tyngdepunkt fra ministerrådet og storvesiratet til sit eget kabinet og så vidt muligt at samle alle trådene i sin egen hånd. Den mand, hvem Midhat havde tænkt at skulle lede som en dukke, blev en af de arbejdsivrigste og mest bevidste selvherskere, som historien har kendt.

#### Den bulgarske rejsning og dens følger
Den bulgarske rejsning, der var begyndt i efteråret 1875, hidrørte fra den tjerkessiske indvandring. Efter russernes erobring i 1860'erne af Kaukasus udvandrede efterhånden en del tjerkessiske stammer til Tyrkiet og søgte beskyttelse hos sultanen; den tyrkiske regering ville gerne bevare disse dygtige krigere for riget og anviste dem derfor boliger på forskellige steder, en del således langs Donau-grænsen. Men regeringen optrådte ved denne landudvisning med stor hensynsløshed over for de oprindelige grundejere, og de tjerkessiske nybyggere, hvis kulturelle begreber var noget middelalderlige, optrådte med stort overmod. Ejendommeligt nok kom således i Europa de samme liberale stemmer, der i 1860’erne havde lydt i klagekoret over tjerkessernes undertrykkelse og Shamyls romantiske frihedskamp, nu til at være med i klageråbene over disse sammes brutalitet over for de kristne bulgarer. Den bulgarske rejsning støttedes dels af den panslaviske bevægelse i Rusland, der førtes af mænd som Miljutin, Bolkin og Skobelev, dels af Serbien og Montenegro. Fyrst Milan Obrenovic, søn af den 1867 myrdede Mikael og sønnesøn af Milosch, havde på dette tidspunkt samme stilling over for sit serbiske folk som senere under komitadjiernes oprør i Makedonien Fyrst Ferdinand over for bulgarerne; han måtte følge folkestemningen eller risikere sin trone. 1. juli 1876 gik serberne over grænsen, men deres fører, den russiske general Tschernajev, begik den fejl at sprede sine tropper samt ikke at rykke ind i Bosnien. Bosnierne havde taget den unge Peter Karageorgevitsch til fører, og det kunne det daværende serbiske dynasti kun betragte med mistro. Serberne blev slået, hvad venteligt var, da den militære forberedelse og ordning heller ikke stod i forhold til den nationale begejstring, og de påkaldte der efter europæisk intervention. Russerne søgte at dække dem, men tyrkerne trængte atter frem, og 29. oktober led serberne igen et stort nederlag, og de forsvandt der efter fra krigsskuepladsen. Imidlertid havde Gladstone i England, uanset at dettes interesser i den foreliggende situation måtte være at gå sammen med Tyrkiet, ved ildfulde taler vakt en mægtig stemning i anledning af de af irregulære tyrkiske tropper begåede grusomheder i Bulgarien. Diplomaterne søgte at berolige denne ved at fravriste Tyrkiet indrømmelser, men Midhat Pasha, der i årets sidste måned atter var blevet storvesir, skabte et værn mod stormagternes intervention ved oprettelsen af et tyrkisk parlament, som han kunne skyde sig ind under. Den ny tyrkiske forfatning havde to kamre, et senat, hvis medlemmer valgtes af sultanen på livstid, og et folkevalgt kammer med et medlem for hver 50.000 indbyggere; ministrene var ansvarlige, sultanen alene havde lovgivningsinitiativ og kunne (ifølge § 44) på ubestemt tid udsætte møderne. I konstitutionen betegnedes alle sultanens undersåtter som osmanner, hvilket foranledigede en protest fra rumænernes side. Det viste sig imidlertid snart umuligt for det ny parlamentariske maskineri at arbejde, og benyttende sig af den ovennævnte paragraf sendte sultanen allerede 1877 parlamentet hjem for først 31 år senere under tvang at indkalde det på ny. Konstitutionens ophavsmand, Midhat Pasha, blev styrtet i marts 1877 og senere efter en ret tvivlsom proces forvist til Sydarabien, hvor han døde 1884. Vinteren 1876—77 var i øvrigt hengået med diplomatiske debatter: den 31. marts 1877 undertegnede stormagterne en Londoner-protokol, der opfordrede Tyrkiet til at give efter for bulgarernes fordringer, men tyrkerne, der påberåbte sig Pariser-fredens bestemmelser om det tyrkiske riges integritet, afslog dette; det var dengang som så ofte siden Tyrkiets fejl hellere at lade sig indrømmelserne fravriste end at give dem frivillig på forhånd. Den 24. april 1877 erklærede kejser Alexander, der blev drevet frem af den panslavistiske bevægelse, krig. Den tyrkiske folkestemning var uhyre optimistisk; man drømte sig tilbage til 1853 og talte om en hær på 900.000 mand; den faktiske styrke var 300.000 mand. Krigsminister var den dygtige Redif Pasha, Øverstkommanderende den uduelige Abd-ul-Kerim; på den asiatiske grænse kommanderede Mukhtar Pasha. Tyrkerne spredte deres kræfter, Suleiman Pasha blev sendt mod Montenegro, mens rumænerne gjorde fælles sag mod Rusland. I Juni gik russerne over Donau, og den følgende måned trængte den dristige general Gurko frem til Schipka-passet. Umiddelbart herefter blev Abd-ul-Kerim afsat, og han trak Redif med sig i faldet; den tysk-fødte Muhammed Ali Pasha blev overgeneral. Suleiman gik nu mod Schipka, og Osman Pasha satte sig fast ved Plevna for at true russernes fremrykningslinje i flanken. Med beundringsværdig tapperhed forsvarede han de i hast opkastede feltbefæstninger, og i en række blodige kampe i september blev russerne kastet tilbage. Da tilkaldte disse den dygtige ingeniørgeneral Totleben for at iværksætte en regulær belejring, og Osman, der som alle ægte tyrkere havde mere udholdenhed end initiativ, fulgte ikke Omar Pashas glimrende strategi fra 1853, at trække sig ud af det i tide, da alt, hvad der overhovedet kunne opnås, var opnået. Han blev stående, hvor han een gang stod, og i december måtte han, selv såret, overgive sig med 45.000 mand. I Asien var Kars faldet allerede i november. Suleimans fortvivlede forsøg på at forcere Schipka-passet førte heller ikke til noget. I januar 1878 rykkede Skobelev ind i Adrianopel, og snart kunne man fra Konstantinopels mure se blinkene af kosakkernes lansespidser. Så var ingen modstand mulig mere, og allerede 5. februar blev fredspræliminærerne undertegnet. Den 3. marts sluttede freden i San Stefano, hvorved Ruslands grænser skødes frem i Asien, fyrstendømmet Bulgarien udvidedes lige til Ægæerhavet, og Serbien og Rumænien blev uafhængige, mens den krigsskadeerstatning, Tyrkiet skulle udrede, fastsattes til 1200 mio. franc. Først nu opdagede England og Tyskland, at det i grunden havde været et misgreb at give Rusland så frie hænder, og ved en ganske overlegen statskunst lykkedes det Bismarck at få sammenkaldt en kongres i Berlin for at regulere San-Stefano-fredens betingelser. Ved Berliner-freden juli 1878 blev Bulgarien delt.
Allerede forinden havde England sluttet en særtraktat med Tyrkiet, hvorved det fik Cypern.
Efter denne store katastrofe blev det sultanens opgave dels så vidt muligt at bevare de stumper, der var tilbage, dels at søge erstatning for det tabte gennem indre reformer og ad andre veje. Der skete fremskridt ved den af tyske officerer ledede reorganisation af hæren, lige som også i elementærundervisningen; derimod blev den højere undervisning forsømt. Sultanen gav tyskerne koncession på den såkaldte Bagdadbane, en linje fra Konstantinopel til den persiske havbugt, og i de tyske fremtidsfantasier under Vilhelm 2. kom dette foretagende til at spille en stor rolle. Ved 1. verdenskrigs afslutning var med et par enkelte afbrydelser linjen ført frem til Diarbekr, lige som englænderne havde bygget strækningen Basra—Bagdad. Desuden virkede Abd-ul-Hamid personlig ivrig for anlægget af en bane fra Damaskus til Mekka, hvorved pilgrimstrafikken i høj grad vil blive lettet; denne bane blev siden ført frem til Medina, hvis station åbnedes i 1913. 1. verdenskrig og der efter urolighederne i Arabien hindrede udførelsen af resten. I den indre politik bestræbte Abd-ul-Hamid 2. sig for at koncentrere al virkelig myndighed i sin hånd, men dette førte til, at han, idet han naturligvis bukkede under for den uløselige opgave selv at ville regere et helt rige i alle dets mindste detaljer, blev et bytte for sine nærmeste, personlige omgivelser; disse forstod at udnytte hans stadig stærkere udviklede nervøsitet og frygt for attentater til at tilsikre sig personlige fordele, men til samtidig at skade administrationens ordentlige og rolige gang og navnlig at hindre en grundig forbedring af det, der bestandig var Tyrkiets kræftskade, nemlig den finansielle ynk.
I den ydre politik forenede Abd-ul-Hamid 2. en vidunderlig behændighed i behandlingen af de diplomatiske midler med en underlig uklarhed over for målene. Målet var meget ofte blot det at vinde tid, uden at man dog vidste, hvad da selve den indvundne tid kunde udnyttes til. Blandt de europæiske magter søgte sultanen nærmest sin støtte i Tyskland. I øvrigt blev også under Abd-ul-Hamid 2. Tyrkiets ydre politik bestemt af de stadige kampe med undersåtter af fremmed nationalitet, hvis selvstændighedstrang var vågnet. Der var her tre hovedfaser. På Kreta var efter opstanden i 1867 forholdene aldrig komne til ro. Hele øens befolkning var græsktalende, men det kristne flertal stod skarpt over for det muslimske mindretal, som støttede sig til de tyrkiske embedsmænd, og de kristnes mål var en forening med Kongeriget Grækenland. Til sidst slog uroen ud i åbent oprør, og stemningen i kongeriget blev så stærk, at kong Georg i foråret 1897 meget imod sin vilje måtte give efter for folkets råb om krig med tyrkerne. Den græske hær, der var slet forberedt, måtte på en militærisk set lidet tilfredsstillende måde så godt som uden kamp vige for tyrkerne under Edhem Pasha, men efter en måneds forløb standsede stormagternes magtbud dennes sejrsmarch; ved fredsslutningen måtte Grækenland betale en mindre krigsskadeserstatning, men Kreta blev erklæret uafhængig og fik kong Georgs søn prins Georg til guvernør; indlemmelsen i Kongeriget Grækenland var da kun et tidsspørgsmål.
Vigtigere, navnlig for Tyrkiets forhold til Europa, blev forholdet til armenierne, hos hvem den vågnende nationalbevidsthed fremkaldte krav, for øvrigt ikke helt klart udformede, om politisk selvstændighed. I august 1896 foranledigede den armenske agitation en række blodige myrderier på armeniere i Konstantinopel og andetsteds, hvilket vakte en storm af uvilje i Europa; men da Rusland senere mere og mere tydelig stillede sig imod den armenske emancipationsbevægelse, og da denne i modsætning til både den kretensiske og den makedoniske savnede et fast holdepunkt uden for sultanens rige, blev hele den armenske agitation i virkeligheden frugtesløs.
I Makedonien fik efter den serbisk-bulgarske krig 1885 og Bulgariens anneksion af Østrumelien det bulgarske element overtaget, og der blev gentagne gange af de såkaldte komitémedlemmer (komitadji’er) gjort oprør, så at landet aldrig kom til ro. Disse forsøg er iværksatte med overordentlig brutalitet fra komitadji’ernes side, og denne har været rettet nok så meget mod det rivaliserende græske element som mod tyrkerne selv, og hele den græske nationalitet har derfor stået på tyrkernes side. Spørgsmålet, der som så mange andre inden for sultanens landområde har fremkaldt europæisk intervention, har endnu ikke fundet sin endelige løsning; der kan dog næppe være tvivl om, at i den stadige latente strid i Makedonien mellem grækere og bulgarer ville disse sidste få overtaget; grækerne har særlig hjemme i byerne på kysten, men på landet fortrængtes de fra sogn til sogn af de kraftigere og frugtbarere bulgarer.
Efter at Rusland og Østrig-Ungarn 1903 ved Mürzsteg-konventionen havde påtaget sig som Europas mandatarer at virke til forbedring af forholdene i Makedonien, steg nationalitetskampene her kun yderligere, idet de kristne nationaliteter gjorde regning på magternes støtte i deres løsrivelsesbestræbelser og derfor ville sikre sig overmagten i de flest mulige landstrækninger for at kunne gøre krav på dem, når Det osmanniske Rige skulle sønderlemmes. Bulgarerne gjorde begyndelsen med deres særlig mod grækerne rettede bandekrige, der støttedes fra Bulgarien. Grækerne dannede på deres side bander, senere fulgte serberne i mindre omfang eksemplet. Den internationale gendarmeriorganisation, som Mürzsteg-magterne påtvang Tyrkiet, udrettede så at sige intet. Mere held havde en ligeledes af magterne indsat finanskommission i sine bestræbelser for at bringe nogen orden i de tyrkiske finanser. Gennemførelsen af makedoniske reformer krævede forhøjede indtægter. Porten fordrede derfor ret til at indføre en toldforhøjelse på 3 %. Efter lange forhandlinger gik magterne ind derpå i 1906, efter at England havde sikret sig garantier for, at merindtægten udelukkende kom til anvendelse i Makedonien og ikke brugtes til kilometergaranti for det tyske Bagdad-baneforetagende.
Mens bandekampene i Makedonien vedvarede, og også en henvendelse fra Mürzsteg-magterne til Bulgarien, Serbien og Grækenlands regeringer om ikke at støtte banderne syntes at blive frugtesløs, bragte den østrig-ungarske udenrigsminister v. Aehrenthal Mürzsteg ententen til fald ved sine separatplaner om en Mitrovitza-bane, der ville øge Østrigs og Tysklands indflydelse på Balkan. Rusland, der havde sluttet overenskomst med England om afgrænsning af deres respektive interessesfærer i Asien, nærmede sig nu også denne magt i sin Balkan-politik, og mellem London og Petrograd drøftedes i foråret 1908 formen for en makedonisk reform, hvorved Det osmanniske Riges suverænitet her ville blive et tomt ord, idet Makedonien skulle stilles under en generalguvernør eller generalinspektør med udvidet magtfylde, og som kun kunne afskediges med alle magters samtykke. Da kong Edvard juni 1908 mødtes med zaren i Reval (Tallinn), syntes enighed at være opnået. Den fare, der her truede fra magternes side, blev vistnok en hovedårsag til den ungtyrkiske revolution, der i øvrigt som nærmeste mål satte sig genoplivelsen af den kun på papiret bestående forfatning af 1876 og omstyrtelsen af det af den sygelig mistænksomme sultan og hans samvittighedsløse kreaturer udøvede vilkårlighedsregimente, det utålelige spionsystem og de grænseløse udsugeiser. Det ungtyrkiske forfatningsparti, der havde sit centrum i Paris, var fra 1905 begyndt at danne hemmelige organisationer i Makedonien og andre dele af Tyrkiet. I juni 1908 blev flere af sultanens spioner myrdet, og samtidig brød oprøret ud i forskellige garnisonsbyer i Makedonien. Det var officererne og hæren, der førte an. Enver Bey og Niazi Bey var hovednavnene. Bevægelsen nåede snart et sådant omfang, at oprørerne kunne true med, at 2. og 3. armékorps ville marchere mod Konstantinopel, hvis ikke forfatningen proklameredes. Abd-ul-Hamid måtte bøje sig, og 24. juni proklameredes forfatningen. Kiamil Pasha blev storvesir i et ungtyrkisk kabinet. Revolutionen var foregået næsten uden blodsudgydelse. I den første begejstring syntes alle nationale og religiøse modsætninger at vige, og en selvbevidst osmannisk nation begyndte at arbejde på sin genfødelse indadtil og bevarelsen af sin selvstændighed udadtil.

### Slutfase (1908-1922)
Vanskelighederne for det ny konstitutionelle Tyrkiet var store. I Asien måtte statsmagten gøre sig gældende over for arabere og kurdere, der var vante til at leve deres fri liv uden at bekymre sig stort om centralmagten. Reaktionære komplotter kunne stadig befrygtes. I oktober 1908 erklærede Bulgarien sig for et uafhængigt kongerige, og samtidig annekterede Østrig-Ungarn Bosnien og Herzegovina uden at bryde sig om Berliner-traktatens bestemmelser. Kretenserne proklamerede deres øs tilslutning til Grækenland. Magterne fik Kreta-spørgsmålets ordning foreløbig udsat. Det bulgarske og det bosniske spørgsmål fremkaldte derimod en længere krisetilstand i Europa. Farligst blev det bosniske spørgsmål. Tyrkiet understøttede sine protester ved en virksom boykot af østrig-ungarske varer. Da tillige serberne rejste protest, fordi de annekterede landsdeles befolkning var af serbisk nationalitet, og Østrig-Ungarn mødte erklæret uvilje hos alle andre magter end Tyskland, gik regeringen i Wien, efter at de russisk-engelske planer om en almindelig Orient-konference var strandede, i januar 1909 ind på at betale Tyrkiet 2 1/2 mio. tyrkiske pund, mod at Tyrkiet anerkendte anneksionen. Dermed var konflikten afsluttet for Tyrkiets vedkommende, mens Serbiens af Rusland støttede erstatningskrav endnu i et par måneder holdt krigsfaren svævende over Europa, indtil den tyske regerings indgriben bragte Rusland til at opgive Serbiens sag. Også Bulgariens anerkendelse som selvstændigt kongerige opnåedes mod en skadesløsholdelse i penge.
Imidlertid var valgene til det tyrkiske parlament gået for sig i december 1908. Den 17. december åbnedes parlamentet med en trontale af sultanen. De deputerede grupperede sig nærmest efter religion og nationalitet. Muslimerne var naturligvis i stort overtal og bekendte sig for den langt overvejende del til en liberalisme, i hvilken nuancerne foreløbig kun var svagt fremtrædende. Den hemmelige "Komite for Enhed og Fremskridt", der havde stået bag ved revolutionen, vedblev at virke som landets egentlige regering. I februar 1909 bragte reaktionære intriger, der støttedes af sultanen, storvesiren Kiamil Pasha i en skæv stilling, så at han måtte gå af efter at have fået et mistillidsvotum af kammeret. Hussein Hilmi Pasha blev storvesir. Den 9. april havde de reaktionære held til ved hjælp af et mytteri blandt hovedstadens tropper at gennemføre en modrevolution og styrte den overraskede ungtyrkiske regering. Hilmi måtte flygte, en lille gruppe deputerede dannede et "Rumpparliament" i Tschataldscha. Hovedstaden syntes prisgivet anarkiet. Men de ungtyrkiske tropper under ledelse af Sheyket Pasha foretog et togt mod hovedstaden, og i løbet af en halv snes dage havde ungtyrkerne tilbageerobret magten. Sultan Abd-ul-Hamid, hvis deltagelse i kontrarevolutionen var uden for al tvivl, blev endnu i samme måned (april) afsat og hans broder Reshad proklameret til sultan under navnet Muhammed 5. Den afsatte sultan interneredes i Saloniki og flyttedes senere til et slot ved Bosporus, hvor han døde i 1917. Den 10. maj 1909 omgjordedes Muhammed højtidelig med Osmans sværd.
I de følgende måneder førtes kampe med de stridbare albanere, der ikke ville indordne sig under de nye forhold. Den osmanniske nationalisme ytrede sig i det hele i ret skarpe former over for ikke-tyrkiske folk inden for rigets grænser. Faretruende blev Kreta-spørgsmålet, da Kretas beskyttelsesmagter (England, Frankrig, Italien, Rusland) i sommeren 1909 trak deres besættelsestropper bort fra øen. I måneder igennem arbejdede kretenserne, støttede på magternes vaklen og tvivlrådighed, på opnåelsen af foreningen med Grækenland, mens Tyrkiet gentagende erklærede, at en sådan anneksion fra Grækenlands side ville blive besvaret med en krigserklæring. Tyrkiet ville have Kreta-sagen definitivt ordnet på basis af vidtgående autonomi under Tyrkiets overhøjhed, men kunne ikke vinde magterne — navnlig det græsk-venlige England — derfor; atter og atter truede en græsk-tyrkisk krig med at bryde ud.
Men snart fik Tyrkiet større og alvorligere ting at tænke på. Efter at en ny albanesisk opstand i 1911 havde bragt rigets svaghed klart for dagen, brød Italien samme efterår pludseligt frem med et overfald på Tripolis, Tyrkiets sidste besiddelse i Afrika. Angrebet kom tyrkerne ganske uventet, og da italienerne var herrer på havet, var de få tyrkiske stridskræfter i Tripolis overladt til sig selv. Alligevel holdt disse tappert ud, støttet af den indfødte befolkning. Under denne krig besatte Italien også Rhodos og omliggende øer ved Lilleasiens sydvestkyst, det såkaldte Dodekanesos, som det senere bestandigt har fastholdt.
Men mens tyrkerne kæmpede i Tripolis, var en meget farligere og nærmere fjende rykket i marken. Efter initiativ af den russiske gesandt i Belgrad, von Hartwig, dannede Serbien, Bulgarien og Grækenland en koalition mod Tyrkiet, og i efteråret 1912 brød krigen ud. Tyrkiet måtte da hurtigst muligt slutte fred med Italien og overlade dette Tripolis. I Europa, og navnlig i Tyskland, ventede man en forholdsvis let sejr for de tyrkiske hære, men disse blev slået af serberne ved Uesküb og Kossovo og af bulgarerne ved Kirk-Kilisse og Burgas, hvorpå disse rykkede frem til Tschataldscha-linjen, hvor den tyrkiske krigsminister Nazim Pasha havde organiseret et kraftigt forsvar; men en fortsættelse af kampen var håbløs, og allerede i december måtte tyrkerne bede om våbenstilstand. I januar 1913 blev ved et kup af Enver Bey ministeriet Kiamil styrtet, hvorved Nazim blev dræbt, og Mahmud Shevket overtog magten, og krigen begyndte på ny. Men det gik atter uheldigt: den 26. marts 1913 faldt Adrianopel, og en konference i London endte i maj med en præliminærfred. Kort efter udbrød den strid mellem sejrherrerne, hvilket Tyrkiet benyttede til at genvinde Adrianopel. Den endelige fred sluttedes i Konstantinopel, hvorved Tyrkiet i Europa indskrænkedes til en lille trekant vest for Konstantinopel med grænselinjen Enos-Midia. I juni 1913 var Mahmud Shevket blevet myrdet, og i januar 1914 blev Enver krigsminister og sammen med de ungtyrkiske førere Talaat og Djemal landets virkelige hersker; det var disse, som drev Tyrkiet ind i verdenskrigen på Centralmagternes side. Allerede den 2. august 1914 sluttedes en formelig forbundstraktat, som dog foreløbig blev holdt hemmelig, hvorfor Ententen i hele tre måneder ved løfter og tilbud arbejdede for at få Tyrkiet til at forblive neutralt. Men allerede 11. august var de tyske krigsskibe »Goeben« og »Breslau« løbet ind til Konstantinopel. Tyrkiet overtog dem ved et pro forma salg, men det tyske mandskab forblev om bord, og 31. oktober foretog disse skibe et uventet bombardement af russiske sortehavshavne.
Dermed var krigen udbrudt. Englænderne angreb straks i Mesopotamien, men forsømte ved et rask kup at skaffe sig adgang til Dardanellerne, og da angrebet på Gallipoli-halvøen begyndte i 1915, havde tyrkerne fået tid til at sætte forsvarsværkerne i stand; i januar 1916 måtte englænderne trække deres tropper bort; nu ved man, at forsvaret den gang allerede var så svækket, at blot en enkelt kraftanstrengelse til havde medført et gennembrud. I Mesopotamien trængte general Townshend frem mod Bagdad, men han måtte overgive sig ved Kut-el-Amara i april 1916. Først det følgende år oprettede general Maude dette nederlag. Tyrkerne havde på deres side forsøgt et fremstød mod Suezkanalen og Ægypten, men det mislykkedes, og kampen kom til at stå i Palæstina; i sommeren 1916 sluttede sherifen af Mekka, Husajn, sig til englænderne. I december 1917 indtog general Allenby Jerusalem. Alle disse kampe havde dog kun underordnet betydning; men da i august 1918 tyskernes modstandskraft på vestfronten var brudt, og Bulgarien snart efter gav fortabt, måtte også Tyrkiet give op ved våbenstilstanden i Mudros i oktober 1918. De ungtyrkiske førere flygtede; den 20. august 1920 blev den endelige fred sluttet i Sèvres. Men dennes hårde betingelser kom aldrig til udførelse; thi med uventet national kraft rejste sig i Tyrkiet en national bevægelse under Mustafa Kemal Pasha, en officer, der havde udmærket sig under forsvaret af Gallipoli-halvøen. Sultan Muhammed 6., der var kommet på tronen 1918, blev tvunget til at erklære Mustafa Kemal for oprører, men flere og flere af nationens bedste mænd samlede sig om denne og dannede en selvstændig regering i Angora. England pudsede den i december 1920 hjemvendte græske kong Konstantin frem til kamp, men efter et langvarigt felttog med nogen fremgang i 1921 blev de græske tropper i efteråret 1922 fuldstændigt oprevne i blodige kampe ved Sangarios-floden; den endelige fred i Lausanne i juli 1923 gav Tyrkiet hele Lilleasien tilbage samt trekanten vest for Konstantinopel. Nu tog Mustafa Kemal hævn over sultanen; denne blev fordrevet, og den 29. oktober 1923 blev Tyrkiet proklameret som republik med Mustafa Kemal som præsident. Kort efter blev den sidste kalif, Abd-ul-Medshid, som i denne egenskab var fulgt efter Muhammed 6., fordrevet, og kalifatet, der siden 1517 havde tilhørt huset Osman, blev højtidelig afskaffet.
Siden var der alvorlige indre rystelser i Tyrkiet, dels med opstande af kurderne, som havde vanskeligt ved at finde sig til rette med de nye forhold, dels med sammensværgelser af medlemmer af det tidligere ungtyrkiske parti, som var blevet slået ned med blodig strenghed. Udad til havde Tyrkiet ført en bitter strid med England som Iraks mandatar om besiddelsen af de petroleumsrige egne omkring Mosul. Folkeforbundet tildelte Irak dette distrikt, og efter langvarig modstand - hvorunder Tyrkiet søgte støtte hos bolsjevikkerne, der allerede havde ydet hjælp i krigen mod Grækenland - afsluttedes den 6. juni 1926 en engelsk-tyrkisk overenskomst, hvorefter Tyrkiet frafaldt sine krav.

## Slaveri
Det osmanniske system byggede for en stor del på slaveri. Eunukker, haremsdamer, janitsharer og almindelige slaver var en del af riget. Der blev solgt kvindelige slaver i Istanbul så sent som i 1908. Ca. en fjerdedel af Istanbuls befolkning bestod af slaver. Først sent i 1800-tallet begyndte slavehandlen langsomt at aftage. Slaverne blev købt af arabere, taget fra de kristne befolkninger, købt af Krim-khanatet (Krim Tatarer) der tog dem (i dag russere, ukrainere, rumænere og polakker) som krigsbytte på steppen, eller købt af Barbar kystens pirater.
Denne slavehandel havde en voldsom indflydelse på de lande, der blev udsat for den, og har fastholdt det Osmanniske Rige i en ineffektiv økonomi. Krim-khanatet og det Osmanniske Riges nedgang er da også nærmest parallel; Krim-khanatet ender i 1783, da Rusland erobrer det. Krim-khanatet var en slags vasal af osmannerne, men blev mere behandlet som en allieret. Khanatets historie er en vigtig del af den osmanniske historie, da de som sagt stod for en stor del af slaveleverancen, men typisk også deltog sammen med dem i osmannernes krige. Ruslands opstigning til magten og krige mod Khanatet (og osmannerne) kan til dels ses som en reaktion på Khanatets plyndringer og slavetogter.

## Berømte Sultaner

### Mehmed II
Mehmed II, også kaldt Fatih (Erobrer/Conqueror), erobrede den 29. maj 1453 Konstantinopel. Mehmed satte en genopbygning af byen i gang, og byen skiftede senere navn til Istanbul. Med denne erobring af en by, som før var så magtfuld, blev det gjort klart, at osmannerne havde vist sig som Islams vigtigste forkæmpere. Istanbul blev nu Det Osmanniske Riges hovedby. Da Istanbul var blevet erobret af Det Osmanniske rige, forsvandt det 1000-årige østromerske kejserrige fra historien. Nu var Det Osmanniske rige ikke længere en udviklingsstat. Det var udviklet.

### Selim I
Efter Murad IIs død i 1481 havde det Osmanniske rige en forholdsvis stille periode, hvor der blev etableret indre stabilitet i riget især med hensyn til økonomien. Efter Selim I's tiltræden i 1512 fulgte en meget krigsfyldt og ekspansiv periode. Selim erobrede store dele af det nuværende Irak og hele den østlige kyst af Middelhavet fra de egyptiske mamelukker, der i 1517 overgav Egypten til osmannerne. Samtidig blev store dele af Arabien, inklusive de hellige byer Mekka og Medina, underlagt osmannerne. Erobringen gav osmannerne stor prestige, da de nu også var beskyttere af islams største helligdomme.

### Süleyman
Efter Selim 1.s død i 1520 blev han efterfulgt af Süleiman (1520-1566), der fik mange navne tildelt såsom "den Store", "den Prægtige" og "Lovgiveren".
Under Süleiman den Store opnåede Osmannerriget et højdepunkt, og riget havde en styrke og magt, som aldrig siden er blevet overgået af tyrkere. Hans første erobring var det ungarske riges vigtigste forsvarsværk, Beograd. At Frankrig og Tyskland ofte var i indbyrdes krig var til fordel for osmannerne, da Ungarn derfor kun fik en beskeden hjælp fra de kristne stormagter. Allerede året efter, i 1522, erobrede Süleiman handelsøen Rhodos fra Johanniterordenen. Erobringen lykkedes efter et halvt års belejring, hvor en hær bestående af over 50.000 mand havde presset johanniterne.
I 1526 blev det meste af Ungarn atter indtaget efter Slaget ved Mohács og blev derefter gjort til vasalstat med stationering af de tyrkiske elitesoldater, janitsharerne. Osmannerne fortsatte ekspansionen nordpå, hvor de i 1529 nåede Wien. Belejringen varede i tre uger, og byen var ved at overgive sig, men Süleiman måtte give efter for janitsharernes krav om en tilbagetrækning, inden vinteren satte ind. Derefter rykkede osmannerne østpå igen og fik erobret bl.a. Bagdad, og resten af det nuværende Irak kom også under osmannisk herredømme. I 1565 forsøgte osmannerne at erobre Malta fra johanniterne, men måtte forlade øen som tabere efter over 4 måneders belejring.

## Det osmanniske system
Baggrunden for erobringerne var både militær styrke og sans for udnyttelse af europæiske og mellemøstlige staters interne konflikter og svagheder. Formålet med den osmanniske krigsførelse var ikke at udslette modstanderne, heller ikke nødvendigvis at omvende dem til Islam, men at gøre dem til tyrkiske vasaller og undersåtter med pligt til at bidrage økonomisk til opretholdelsen af sultanens hof og hans stadig voksende statsapparat. Ikke-muslimer blev pålagt en speciel skat og blev betragtet som andenrangsborgere i det Osmanniske Rige. Kristne børn blev tvangsfjernet i tusindvis og indrulleret som Janitsharer.
Sideløbende med de voldsomme territoriale udvidelser organiseredes imperiet med ældre mellemøstlige riger som forbillede. Riget byggede i princippet på balance mellem sultanen, militæret og folket. Al magt udgik fra sultanen. Hans autoritet sikredes af militæret, som beklædte ledende stillinger i rigets administrative enheder. Sultanens og militærets økonomiske behov dækkedes ved inddrivelse af skatter og afgifter fra undersåtterne, som sultanen til gengæld sikrede retfærdighed med udgangspunkt i Islam.
Der var en harmonisk forbindelse i systemet. Bønderne afhang af sultanens beskyttelse, som han fik gennemført ved hjælp af den mægtige hær. Hæren blev underholdt af bønderne. Og dertil kom, at sultanen ingen magt havde uden hæren. Osmannerne opstillede Retfærdighedens Cirkel som forklaring på det osmanniske system.
I det osmanniske system var sultanen central i alle anliggender. Han var sharias beskytter og var eneherskende over riget. Alle var hans slaver, og hans magt var absolut. Under ham var de vigtigste embedsmænd, vesirerne.
En bærende og meget vigtig forskel i udvælgelsen af embedsmænd i det osmanniske styre var, at de udelukkende blev valgt på baggrund af kvalifikationer. Der var ingen krav om, at de skulle være af osmannisk slægt. Snarere tværtimod, mange af dem var omvendte kristne, og der var endda også mange af dem, der kom fra fattige kår.
Islam gjorde ikke krav på et præsteskab eller munkevæsen, men havde alligevel en lignende indflydelse på selve styret. Sultanen kunne styre troens folk gennem den finansielle støtte, de muslimske skoler og moskeer fik fra sultanen, og de indvilgede derfor i ikke at fremlægge udlægninger, der gik imod sultanens ønsker.
Det skabte en gensidig afhængighed hos de to parter.
Riget havde gjort et stort indtryk på europæerne. Ikke alene pga. dets størrelse, men også dets unge alder.
Forklaringen på Osmannernes succes er kompleks. Den skal bl.a. findes i:
- Mongolernes erobring af kulturriget Kina og mongolernes ekspansion vestpå, hvilket pressede tyrkerne ind i Anatolien. Mongolernes erobringer har hele tiden tilført tyrkerne nye kræfter i form af flygtninge, disse nye kræfter blev i første omgang primært anvendt mod Byzans.
- Persien blev besat af mongolerne, der har haft en stor indflydelse, da dette rige ofte tidligere havde været i stand til at dæmme op for nomadestammer østfra.
- Den arabiske ekspansion og de deraf følgende korstog, som svækkede Byzans.

Den gradvise nedgang for de tre gamle kulturriger Persien, Byzans og Kina har direkte eller indirekte efterladt et magtvakuum, som de nomadiske tyrkere er trængt ind i. Det Osmanniske rige var i sin storhedstid en hybrid kultur, der byggede på elementer fra mongolerne, Kina, islamisk tradition og især Byzans. Derefter stagnerede det, gik udviklingsmæssigt i stå og gik under.
Den mest fremherskende faktor i successen er det enorme militær. Militæret blev anført af godt uddannede soldater, som brændte for at gå i kamp af religiøse grunde og med viden om, at de ville blive betalt med jord. Militæret bestod af forskellige afdelinger.
I 1585 bestod 80.000 af de 280.000 soldater af janitsharer, spahi og en række våbensmede, artillerister, janitsharkadetter, hestepassere, tjenere, pager, læger, imamer, spioner, lejemordere og andre. De udgjorde den del af hæren, som blev betalt personligt fra skatkammeret. De 200.000 ryttersoldater eller timarer blev betalt med jordbesiddelser.